# Давыдова, Эльмира Мингажевна
Эльми́ра Минга́жевна Давы́дова (1 февраля 1940 — 30 июля 2018) — советский и российский музыковед. С 1981 года член Союза композиторов СССР. Заслуженный деятель искусств РФ (1999) и БАССР (1989).

## Биография
Родилась 1 февраля 1940 года в селе Тепе-Курган Киргизской ССР в семье служащих. Отец — Давыдов Мингаж Хусаинович, работал в Башпотребсоюзе; мать, Софья Хамидуллина — медик, окончила Башкирский медицинский институт. В 1949 году их семья переехала в Уфу. Эльмира училась в 44-й общеобразовательной школе.
В 1962 году окончила Уфимское училище искусств, в 1973 году — Уфимский государственный институт искусств.
В 1976—1978 годы училась в аспирантуре Института истории, языка и литературы РАН (научный руководитель Махмут Нигмедзянов). По окончании защитила диссертацию на тему: «Народно-песенные истоки оперного творчества З. Г. Исмагилова».
Работала с 1961 года редактором музыкальных передач Комитета СМ БАССР по радиовещанию и ТВ, в 1965—1968 годах — лектором-музыковедом Башкирской филармонии, в 1973—1976 и в 1982—2002 годах — ответственным секретарем Союза композиторов РБ, в 1978—1982 годах — научным сотрудником ИИЯЛ.
Научные работы Эльмиры Мингажевны посвящены истории развития башкирской оперы, исполнителям и композиторам РБ.
По её сценарию поставлен документальный фильм о Г. С. Альмухаметове. В 1961—1995 годах вела передачи «Антология башкирской музыки», «Годы и судьбы», «Мастера искусств Башкортостана», «Музыкальная гостиная» на ГТРК «Башкортостан».
Эльмира Давыдова скончалась 30 июля 2018 года в Уфе после продолжительной болезни. 

## Труды
Давыдова Эльмира Мингажевна — автор более 200 научных трудов по истории музыки, музыкальной культуре РБ.
- Давыдова Э. М. Автор знаменитых «Башмачков» / Э. М. Давыдова // Веч. Уфа. — 2000. — 20 июня.
- Давыдова Э. М. А говорят, незаменимых не бывает! / Э. М. Давыдова // Веч. Уфа. — 2002. — 23 окт.
- Давыдова Э. М. (Мингажева Э.) А может, Бетховен среди них? / Э. М. Давыдова // Республика Башкортостан. — 2003. — 3 апр.
- Давыдова Э. М. А музыка… со знаком минус / Э. М. Давыдова // Сов. Башкирия. — 1991. — 12 апр.
- Давыдова Э. М. А последний концерт состоялся в … тюрьме / Э. М. Давыдова // Республика Башкортостан. — 2006. — 12 янв.
- Давыдова Э. М. Ах, как пел он «Башкирия, славься!» / Э. М. Давыдова // Веч. Уфа. — 1999. — 11 сент.
- Давыдова Э. М. В ансамбле только ударные / Э. М. Давыдова // Веч. Уфа. — 1988. — 2 апр.
- Давыдова Э. М. Вечно юный голос / Э. М. Давыдова // Веч. Уфа. — 2000. — 13 сент.
- Давыдова Э. М. Обзор музыкальной жизни / Э. М. Давыдова // Музыка России.- М., 1980. — Вып.3. — С. 395—397.
- Давыдова Э. М. Семь дней фестиваля / Э. М. Давыдова // Веч. Уфа. — 1988. — 1 апр.
- Докучаева А. А. Сто экземпляров необыкновенной биографии / А. А. Докучаева // Истоки. — 2010. — 24 февр.

## Награды и звания
- Заслуженный деятель искусств РФ (1999)
- Заслуженный деятель искусств БАССР (1989)